# Visions of Atlantis
Visions of Atlantis är ett symphonic power metal-band ifrån Österrike, bildat år 2000. Bandet har haft ett flertal sångerskor och frontfigurer, bland andra Melissa Ferlaak, känd från Aesma Daeva. Den nuvarande sångerskan är Clémentine Delauney som även är med i symphonic metal-bandet Serenity (också från Österrike). Gruppen använder sig också mycket av manlig sång, där Siegfried Samer står för denna.
Den ursprungliga uppställningen var: Werner Fiedler på gitarr, Mike Koren på bas, Chris Kamper på keyboard, Thomas Caser på trummor. Det var då Nicole Bogner och Christian Stani som sjöng. Av de ursprungliga medlemmarna är det endast Caser som 2012 fortfarande är aktiva i bandet. Nicole Bogner, som lämnade bandet 2005, avled 27 år gammal januari 2012 efter att ha varit sjuk under en lång period. 
Inspirationen till bandet kommer ifrån det finska bandet Nightwish och myten om Atlantis.

## Bandmedlemmar

### Nuvarande medlemmar
- Thomas Caser – trummor (2000–)
- Herbert Glos – bas (2017–)
- Christian Douscha – gitarr (2017–)
- Clémentine Delauney – sång (2013–)
- Michele Guaitoli – sång (2018–)

### Tidigare bandmedlemmar
- Christian Stani – sång (2000–2003)
- Nicole Bogner – sång (2000–2005; död 2012)
- Miro Holly – keyboard (2003–2006)
- Mario Plank – sång (2003–2013)
- Melissa Ferlaak – sång (2005–2007)
- Wolfgang Koch – gitarr (2005–2007)
- Martin Harb – keyboard (2006–2013)
- Joanna Nieniewska – sång (2009)
- Maxi Nil – sång (2009–2013)
- Mario Lochert – bas (2010–2011)
- Christian Hermsdörfer – gitarr (2011–2013)
- Michael Koren – bas (2000–2009, 2013–2017)
- Werner Fiedler – gitarr (2000–2005, 2007–2011, 2013–2017)
- Chris Kamper – keyboard (2000–2003, 2013–2017)
- Siegfried Samer – sång (2013–18)

### Livemusiker
- Raphael Saini – trummor (2011)
- Babis Nikou – basgitarr, sång (2013)

## Diskografi

### Album
- Eternal Endless Infinity (2002)
- Cast Away (2004)
- Trinity (2007)
- Delta (2011)
- Ethera (2013)
- The Deep & The Dark (2018)
- Wanderers (2019)

### Singlar
- "Lost" (2004)

### EP
- "Maria Magdalena" (2011)
- "Old Routes - New Waters" (2016)